# Ausonia (Latium)
Ausonia ist eine italienische Gemeinde in der Provinz Frosinone in der Region Latium mit 2405 Einwohnern (Stand 31. Dezember 2023). Sie liegt 137 km südöstlich von Rom und 59 km südöstlich von Frosinone.
|  |

## Geographie
Ausonia liegt in den Monti Aurunci oberhalb des Tals des Flusses Ausente.
Es ist Mitglied der Comunità Montana L’Arco degli Aurunci.
Zu Ausonia gehören die Ortsteile Selvacava, am Abhang des Monte Fammera (1183 m) und Madonna del Piano im Tal unterhalb von Ausonia.
Die Nachbarorte sind Castelnuovo Parano, Coreno Ausonio, Esperia und Spigno Saturnia (LT).

### Verkehr
Ausonia liegt an der Staatsstraße SS 630 von Cassino nach Minturno. Über sie erreicht man in 15 km Entfernung die Autobahn A1 Autostrada del Sole, Ausfahrt Cassino.

## Geschichte
Ausonia hat seinen Namen nach einer Stadt der Aurunker, die von den Römern zerstört wurde. Tatsächlich ist diese jedoch bis heute nicht lokalisiert. Ausonia hieß bis 1862 Fratte.
An der Stelle von Fratte-Ausonia lag vermutlich eine oströmische Militärstation. Die Anwesenheit der Langobarden ist durch Münzfunde nachgewiesen. Schriftlich taucht Fratte als Castrum Fractarum erstmals 1039 auf, als es zum Kloster von Montecassino kam. 1058 wurde die Burg von Fratte zwischen Montecassino und dem Dukat von Gaeta geteilt.
Die spätere Zugehörigkeit zur Grafschaft Fondi ab dem 14. Jahrhundert unterstellte Ausonia dessen Lehnsherren aus den Familien Dell'Aquila und Caetani. Mit dem Wechsel ins Herzogtum Traetto 1493 wurden nacheinander die Colonna, Carafa und De Sangro die Ortsherren von Fratte, bis im Jahre 1806 das Feudalwesen aufgehoben wurde.
Da Ausonia auf der Gustav-Linie lag wurde es in der Endphase des Zweiten Weltkriegs besonders stark in Mitleidenschaft gezogen. Weil es am Übergang über die Monti Ausoni strategische Bedeutung besaß, richtete die deutsche Wehrmacht hier einen Stützpunkt ein. Die Bevölkerung, soweit sie nicht in die Berge geflohen war, wurde im Februar 1944 evakuiert und in das Lager Breda bei Cesano di Roma gebracht. Die massive deutsche Präsenz machte Ausonia zum Ziel zahlreicher alliierte Luftangriffe. Ab dem 11. Mai 1944 begann im Zuge der Operation Diadem der Angriff der französischen Armee unter General Alphonse Juin auf das Tal des Ausente. Diese Armee bestand zum größten Teil aus marokkanischen Soldaten, die wegen ihrer Übergriffe auf die Zivilbevölkerung und besonders die zahlreichen Vergewaltigungen gefürchtet waren. Diese Ereignisse verarbeitete Alberto Moravia in seinem Roman Cesira, der von Vittorio De Sica unter dem Titel Und dennoch leben sie (La Ciociara) im nahen Itri verfilmt wurde.

## Bevölkerungsentwicklung
| Jahr      | 1861 | 1881 | 1901 | 1921 | 1936 | 1951 | 1971 | 1991 | 2001 | 2017 |
| --------- | ---- | ---- | ---- | ---- | ---- | ---- | ---- | ---- | ---- | ---- |
| Einwohner | 2991 | 3195 | 3753 | 3334 | 3641 | 3601 | 2665 | 2501 | 2563 | 2593 |

Quelle: ISTAT

## Politik
Seit dem 6. Juni 2014 ist Benedetto Cardillo (Lista Civica: Lealipervolare) Bürgermeister.

## Sehenswürdigkeiten
- Die gegen Ende des 20. Jahrhunderts grundlegend renovierte romanische Burg im historischen Zentrum von Ausonia bestimmt mit ihren drei mächtigen Türmen das Panorama des Ortes. Sie beherbergt seit 2004 das Museum der Steine (Museo della Pietra). Dieses zeigt als Ortsmuseum die Geschichte Ausonias besonders mittels der hierher verbrachten Steine, aber auch anderer historischer Objekte. Bemerkenswert ist besonders die Zahl der Steinlöwen aus unterschiedlichen Zeiten.
- Die Collegiata San Michele Arcangelo wurde direkt nebenan über den Resten eines antiken Tempels erbaut, der anscheinend dem Herkules gewidmet war. Sie besitzt drei ansehnliche gotische Portale. Der Innenraum zeigt deutlich die modernisierende Restaurierung nach dem Zweiten Weltkrieg, weist aber noch Dokumente römischer Zeit in Form von wiederverwendeten Steinen auf, die mit dem Kult des Hercules zu tun haben.
- Die Wallfahrtskirche Santa Maria del Piano im Tal südwestlich unterhalb der Altstadt stammt aus dem 11. Jahrhundert, wurde aber 1448 umgebaut. Ihre Fassade enthält eine vierbogige Portikus mit oberer breiter Loggia und drei Barockportale, von denen eines eine Bauinschrift von 1750 besitzt. Der barockisierte Innenraum mit einer als wundertätig angesehenen Marienstatue birgt in der Krypta teilweise stark vergangene Fresken aus der Erbauungszeit der ursprünglichen Kirche, die Heilige und Christus als Weltenherrscher zeigen. Im Mittelschiff der Kirche steht der Renaissancesarkophag des Humanisten Elisio Calenzio von 1521, und in der Sakristei ist ein Gemälde der transitio virginis, des Hinscheidens von Maria, vorhanden.
- Zwei Steinlöwen am Ortseingang markierten die Grenze zwischen Montecassino und dem Herzogtum Gaeta; sie befinden sich jetzt im Museum.

## Söhne und Töchter des Ortes
- Elisio Calenzio (= Luigi Gallucci) (1430–1503), Humanist, Dichter und Politiker im Königreich Neapel